# Tańcząc w ciemnościach
Tańcząc w ciemnościach (ang. Dancer in the Dark) – film fabularny duńskiego reżysera Larsa von Triera zrealizowany w 2000. Uznawany jest za trzecią część filmowej trylogii, w skład której wchodzą jeszcze filmy: Przełamując fale (Breaking the Waves) oraz Idioci (Idioterne).
W filmie zagrali: Björk, Catherine Deneuve, David Morse i Peter Stormare. Björk początkowo miała jedynie skomponować muzykę do filmu, dopiero później zgodziła się zagrać główną rolę tracącej wzrok Selmy.
Tańcząc w ciemności jest pierwszym filmem nakręconym bez taśmy, który został nagrodzony Złotą Palmą.

## Fabuła
Pochodząca z Europy Wschodniej Selma przyjeżdża do Stanów, by zdobyć pieniądze na operację dla swojego syna Gene'a, który traci wzrok i jego stan pogarsza się każdego dnia. Codziennie pracuje i oszczędza, by jak najszybciej zarobić potrzebne pieniądze. Jednak los jest nieprzewidywalny i wkrótce to ona traci wzrok. Mimo to Selma pracuje dalej i się nie poddaje. Jednak gdy wydarzenia zaczynają ją przerastać, w wyobraźni przenosi się do świata musicalu. Radość, której brakuje jej w życiu, jest tam, w marzeniach, dzięki nim łatwiej jej znosić życie... które tak kocha. 

## Obsada
- Björk – Selma Ježková
- Catherine Deneuve – Kathy
- Peter Stormare – Jeff
- David Morse – Bill Houston
- Vladica Kostic(inne języki) – Gene
- Udo Kier – dr Porkorny
- Cara Seymour – Jean
- Joel Grey – Oldrich Novy
- Sean-Michael Smith(inne języki) – nadzorca dziedzińca
- Jean-Marc Barr – Norman
- Reathel Bean(inne języki) – sędzia
- Siobhan Fallon – Brenda
- Eric Voge – oficer